# جرژونگوو
جرژونگوو (به لهستانی:  Dzierżoniów) یک منطقهٔ مسکونی در لهستان است که در شهرستان جرژونگوف واقع شده‌است. جرژونگوو ۲۰٫۰۷ کیلومتر مربع مساحت و ۳۴٬۳۹۶ نفر جمعیت دارد و ۲۶۱ متر بالاتر از سطح دریا واقع شده‌است.

## خواهرخوانده
شهرهای لانشکروون، Crewe and Nantwich و گمینا سروتسک خواهرخوانده‌های جرژونگوو هستند.